# Municipio de Crosby (Minnesota)
El municipio de Crosby (en inglés: Crosby Township) es un municipio ubicado en el condado de Pine en el estado estadounidense de Minnesota. En el año 2010 tenía una población de 93 habitantes y una densidad poblacional de 0,81 personas por km².

## Geografía
El municipio de Crosby se encuentra ubicado en las coordenadas 45°57′21″N 92°39′6″O / 45.95583, -92.65167. Según la Oficina del Censo de los Estados Unidos, el municipio tiene una superficie total de 114.5 km², de la cual 112,56 km² corresponden a tierra firme y (1,69 %) 1,94 km² es agua.

## Demografía
Según el censo de 2010, había 93 personas residiendo en el municipio de Crosby. La densidad de población era de 0,81 hab./km². De los 93 habitantes, el municipio de Crosby estaba compuesto por el 95,7 % blancos, el 1,08 % eran amerindios y el 3,23 % eran de una mezcla de razas. Del total de la población el 0 % eran hispanos o latinos de cualquier raza.